# Theophilus Shepstone
Theophilus Shepstone (Bristol, 8 de janeiro de 1817 – Pietermaritzburg, 23 de junho de 1893) foi um estadista Britânico, responsável pela anexação de Transvaal pelo Reino Unido em 1877.

## Juventude
Theophilus Shepstone nasceu em Westbury-on-Trym, perto de Bristol, Inglaterra. Quando ele tinha três anos de idade, seu pai, o Rev. William Theophilus, emigrou para a Colônia do Cabo. O jovem Shepstone foi educado nas estações missionárias nativas em que seu pai trabalhava, e o rapaz adquiriu grande proficiência nas línguas indígenas da África do Sul, circunstância que determinou sua carreira. Na Guerra Xhosa de 1835, ele serviu como intérprete do quartel-general da equipe do governador, Sir Benjamin d'Urban, e no final da campanha permaneceu na fronteira como escrivão do agente das tribos locais.

## Natal
Em 1838, ele fez parte do grupo enviado da Colônia do Cabo para ocupar Porto Natal em nome da Grã-Bretanha. Essa força foi reconvocada em 1839, quando Shepstone foi nomeado residente britânico entre os Fengu e outras tribos em Kaffraria. Aqui permaneceu até o estabelecimento definitivo do domínio britânico em Natal e sua organização como entidade administrativa, quando Shepstone foi nomeado (1845) agente das tribos nativas. Em 1848 ele se tornou capitão-geral das tropas nativas; em 1855 assessor judicial em causas indígenas; e, em 1856, sobre a reforma do governo de Natal, secretário para os assuntos indígenas e membro dos conselhos executivo e legislativo. Esta posição ele ocupou até 1877.
Assim, por mais de trinta anos, foi diretor da política indígena em Natal. Homem de vontade forte e opiniões pronunciadas, ganhou grande influência sobre o povo indígena, pelo qual foi chamado de "pai"  e ironicamente chamado de "Somtseu" (um famoso caçador negro) pelos zulus quando fugiu de um elefante. A linha principal de sua política era manter os costumes tribais, tanto quanto consistentes com os princípios da humanidade, e não tentar forçar a civilização. O resultado de sua política permaneceu rastreável por algum tempo na condição e no status do povo natal.  Enquanto ele permaneceu no comando, houve apenas uma revolta séria - a de Langalibalele em 1873 contra a exigência de que as armas fossem registradas.
A influência de Shepstone com os zulus foi aproveitada pelo governo de Natal; em 1861, ele visitou o Reino Zulu e obteve de Mpande o reconhecimento público de Cetshwayo como seu sucessor. Doze anos depois, Shepstone compareceu à proclamação de Cetshwayo como rei, o chefe zulu prometendo a Shepstone viver em paz com seus vizinhos. Em 1874 e novamente em 1876, Shepstone viajou a Londres para tratar de assuntos sul-africanos.

## Transvaal
Quando em Londres, em 1876, Shepstone foi confiada pelo 4º conde de Carnarvon, então secretário de estado para as colônias, com uma comissão especial para conferir com o executivo do Transvaal sobre a questão da federação dos estados sul-africanos, e dado poder, deveria ele considera necessário, anexar o país, sujeito à confirmação do governo britânico.
Shepstone foi para Pretória em janeiro de 1877 e, em 12 de abril, emitiu uma proclamação anunciando o estabelecimento da autoridade britânica sobre o Transvaal. A força de Shepstone consistia em 25 homens apenas da Polícia Montada de Natal, mas nenhuma oposição aberta foi feita à anexação; a república na época estava em uma condição beirando a anarquia. "Nada além de anexação", escreveu Sir Theophilus ao Colonial Office, "vai ou pode salvar o estado, e nada mais pode salvar a África do Sul das consequências mais terríveis. Todas as pessoas pensantes e inteligentes sabem disso, e ficarão gratas por serem libertadas da escravidão de pequenas facções pelas quais são perpetuamente mantidos um estado de excitação e inquietação porque o governo e tudo o que está relacionado com ele são uma farsa completa” (Life of Sir Bartle Frere, cap. 18 de Martineau). A ação de Shepstone foi condenada como prematura. Ele tinha, entretanto, motivos para acreditar que, se a Grã-Bretanha permanecesse inativa, a Alemanha seria induzida a assumir a proteção do Transvaal.
Além disso, se a política de autogoverno para os bôeres que ele delineou em sua proclamação de anexação tivesse sido executada, a revolta de 1880-81 poderia não ter ocorrido. Shepstone permaneceu em Pretória como administrador do Transvaal até janeiro de 1879; seu governo foi marcado, de acordo com Sir Bartle Frere, que o descreveu como "um tipo singular de um Africander Talleyrand, "por uma" aparente ausência de todos os esforços para conceber ou substituir um sistema melhor "do que aquele que havia caracterizado o regime anterior. Shepstone fora convocado para assessorar o Colonial Office sobre assuntos da África do Sul e chegou à Inglaterra em maio de 1879; em ao regressar a Natal, aposentou-se (1880) do serviço público. Em 1883, no entanto, foi contratado para substituir Cetshwayo como rei na Zululândia. Era ativo nos assuntos da Igreja em Natal e era, antes da "rebelião" de Langalibalele, um amigo próximo do bispo Colenso. Shepstone se opôs à concessão de autogoverno a Natal. Ele morreu em Pietermaritzburg em 23 de junho de 1893.
Embora a vida e a obra de Shepstone tenham sido às vezes celebradas por britânicos e sul-africanos, especialistas no período, como o historiador sul-africano Jeff Guy, o implicam na construção de uma conspiração para promover a invasão do reino Zulu e seu desmembramento por forças de Natal e do Transvaal. 

## Leitura Adicional
- Jeff Guy, The Destruction of the Zulu Kingdom, Pietermartizburg: University of Natal press, 1994.
- Hattersley, Alan F. "The Annexation of the Transvaal, 1877." History 21.81 (1936): 41-47. online